# Blackpink in Your Area
Blackpink in Your Area è la prima raccolta del girl group sudcoreano Blackpink, pubblicato il 23 novembre 2018 dalle etichette YGEX e dalla Avex Entertainment.

## Antefatti
Il 19 ottobre 2018 è stato annunciato che il gruppo avrebbe pubblicato la sua prima raccolta in giapponese, ed è stato anche rivelato che l'album sarebbe uscito in 12 versioni il 5 dicembre. Il disco, in collaborazione con Shiseido, include le versioni delle loro canzoni originali in versione giapponesi Forever Young, Really e See U Later precedentemente pubblicate nell'EP Square Up pubblicato nel 2018.
Il 23 novembre l'album è stato reso disponibile sulle piattaforme digitali, contenente le nove versioni giapponesi delle canzoni del gruppo.

## Tracce

### Disco1: versioni giapponesi
1. Boombayah – 4:00
2. Whistle – 3:31
3. Playing with Fire – 3:15
4. Stay – 3:50
5. As If It's Your Last – 3:32
6. Ddu-Du Ddu-Du – 3:29
7. Forever Young – 3:57
8. Really – 3:17
9. See U Later – 3:19

### Disco2: versioni coreane
1. Boombayah – 4:00 (Teddy, Bekuh Boom)
2. Whistle – 3:31 (Teddy, Future Bounce, Bekuh Boom)
3. Playing with Fire – 3:15 (Teddy, R. Tee)
4. Stay – 3:50 (Teddy, Seo Won-jin)
5. As If It's Your Last – 3:32 (Teddy, Brother Su, Choice37)
6. Ddu-Du Ddu-Du – 3:29 (Teddy, 24, R. Tee, Bekuh Boom)
7. Forever Young – 3:57 (Teddy, Future Bounce)
8. Really – 3:17 (Teddy, Danny Chung, Choice37)
9. See U Later – 3:19 (Teddy, R. Tee, 24)

### Dvd: video
1. Boombayah (video musicale)
2. Whistle (video musicale)
3. Playing with Fire (video musicale)
4. Stay (video musicale)
5. As If It's Your Last (video musicale)
6. Ddu-Du Ddu-Du (video musicale)

### Dvd: sezione live
1. Ddu-Du Ddu-Du (Blackpink Arena Tour 2018)
2. Forever Young (Blackpink Arena Tour 2018; Versione coreana)
3. Whistle (Blackpink Arena Tour 2018; Versione acustica)
4. Stay (Blackpink Arena Tour 2018)
5. See U Later (Blackpink Arena Tour 2018; Versione coreana)
6. Really (Blackpink Arena Tour 2018; Versione coreana)
7. Playing with Fire (Blackpink Arena Tour 2018)
8. Boombayah (Blackpink Arena Tour 2018)
9. As If It's Your Last (Blackpink Arena Tour 2018)

## Successo commerciale
L'album ha debuttato al 9º posto della classifica settimanale degli album più venduti in Giappone in data 17 dicembre 2018, con 13 878 copie vendute. La settimana successiva è sceso di 22 posizioni al 30º posto con altre 3 044 copie vendute.

## Classifiche

### Classifiche settimanali
| Classifica (2018) | Posizione massima |
| ----------------- | ----------------- |
| Giappone          | 9                 |

### Classifiche di fine anno
| Classifica (2019) | Posizione |
| ----------------- | --------- |
| Thailandia        | 1         |

## Date di pubblicazione
| Paese    | Data di pubblicazione | Formato                                       | Etichetta  |
| -------- | --------------------- | --------------------------------------------- | ---------- |
| Mondo    | 23 novembre 2018      | Download digitale, streaming                  | YGEX, Avex |
| Giappone | 5 dicembre 2018       | CD, CD+DVD, CD+Photobook, 2CD+DVD, Playbutton | YGEX, Avex |